# 大分市歴史資料館
大分市歴史資料館（おおいたしれきししりょうかん）は、大分県大分市大字国分にある歴史博物館。

## 概要
豊後国分寺跡史跡公園として整備されている豊後国分寺跡に隣接している。
隣接する豊後国分寺を中心とした旧石器時代〜古代、及び、大友氏を中心とした中世〜近世の大分市の歴史に関する資料を2つの展示室において常設展示するとともに、テーマに沿った企画展示も行っている。ホールには豊後国分寺七重塔の1/10の復元模型が展示されている。
2014年7月26日に入館者100万人を達成した。2013年度の年間入場者数は45,658人。

## 主要な収蔵物
カゴにおさめられた黒曜石（大分市横尾遺跡出土、縄文時代（紀元前5300年頃））
日本最古のカゴとされる。
土師器（豊後国分寺跡隣接地出土、天長9年（832年）頃）
底部の裏面に「尼□ 尼寺 天長九」と書かれた土師器の坏。年代が明記され、豊後国分尼寺の存在を証明する史料である。
十二月言葉手鑑（1588年）
大友義統が『源氏物語』から12か月の各月に因む一節を料紙に清書した書。大友氏の古典への造詣を示すものである。
府内古図（江戸時代（17〜19世紀））
1581年〜1586年頃の豊後府内（現在の大分市）の絵図。大友館、万寿寺、デウス堂等が描かれている。

## 交通
- JR九州久大本線豊後国分駅下車徒歩約2分
- JR九州日豊本線大分駅より大分バスで歴史資料館入口停留所下車